# 더 마블러스 미세스 메이즐
《더 마블러스 미세스 메이즐》(영어: The Marvelous Mrs. Maisel)은 미국의 시대극, 코미디 드라마이며, 에이미 셔먼팔라디노가 창작했다. 여덟 개의 에피소드로 구성된 시즌 1은 아마존 비디오를 통해 2017년 3월 17일에 공개되었다.
2017 골든 글로브상 TV 뮤지컬 코미디 부문 작품상 수상작이며, 주인공을 연기한 레이철 브로스너핸 역시 동일 부문 여우주연상을 수상했다. 2018 프라임타임 에미상 코미디부문 최우수 작품상을 수상했다.